# Kamienica przy ulicy Szlak 29 w Krakowie
Kamienica przy ulicy Szlak 29 – zabytkowa kamienica znajdująca się w Krakowie, w dzielnicy I przy ul. Szlak, na Kleparzu.
Kamienica została wzniesiona w 1886 roku według projektu architekta Karola Żychonia. W 1920 roku została wybudowana oficyna budynku, zgodnie z projektem Franciszka Mączyńskiego. W 1929 roku kamienica została nadbudowana o drugie piętro według projektu Józefa Marendy.
Budynek został wpisany do gminnej ewidencji zabytków. Znajduje się na obszarze Kleparza, którego układ urbanistyczny został wpisany 25 stycznia 1984 do rejestru zabytków.